# Řád falckého lva
Řád falckého lva (německy Orden vom Pfälzer Löwen) byl falcký a bavorský řád. Založil ho falcký kurfiřt Karel IV. Theodor 1. ledna roku 1768 při příležitosti jubilea své 25leté vlády. Řád byl udělován šlechticům, kteří se zasloužili o vládnoucí dynastii. Byl udělován v jediné třídě.
Po vymření bavorské linie Wittelsbachů kurfiřtem Maxmiliánem III. roku 1777 usedl na volný vévodský stolec právě Karel IV. Theodor (jako Karel II. Theodor) a řád přenesl s sebou do Bavorska. Řád byl zrušen roku 1808 v souvislosti se zavedením nového Záslužného řádu bavorské koruny.

## Vzhled řádu
Odznakem je zlatý osmihrotý kříž vyvedený v modrém smaltu a se zlatými plameny vloženými mezi rameny. Ve středovém medailonu se nachází zlatý korunovaný lev (znak Falce) na černém podkladě. Kolem se vine latinský nápis Merenti (Zasloužilému). Na zadní straně pak byla zobrazena iniciála zakladatele C T (Carl Theodor) pod kurfiřtským kloboukem a nápis Institut 1768 (Založeno 1768).
Barva stuha je bílá s modrými pruhy po stranách.

## Dělení a způsoby nošení
Řád byl udělován v jedné třídě s velkostuhou, hvězdou a řetězem.

## Galerie

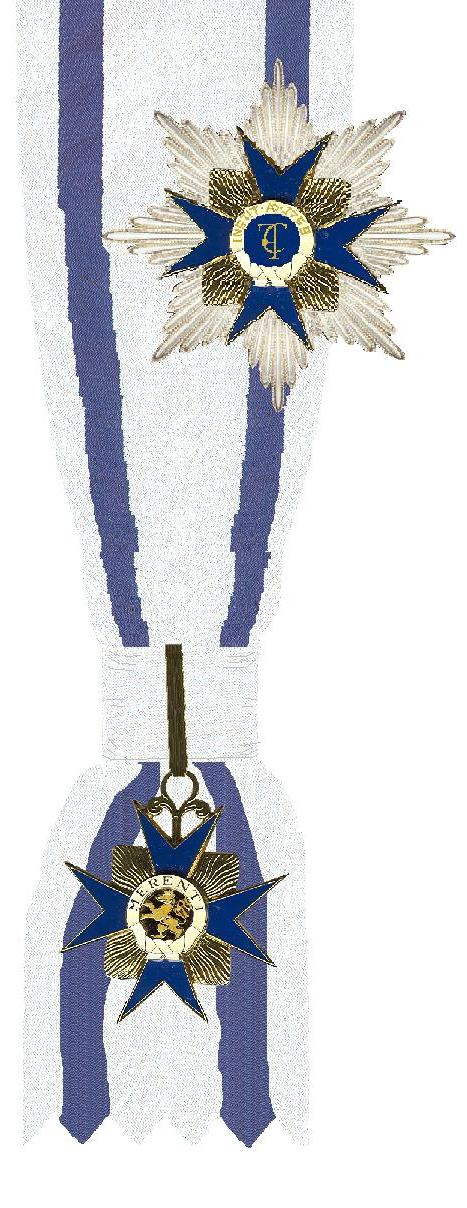
Odznak řádu s velkostuhou s řádová hvězda